# Donguralesko
Donguralesko, de son vrai nom Piotr Górny (né le 8 mars 1980 à Poznań), est un rappeur polonais. Actif sur la scène hip-hop polonaise depuis 1994, il coforme des groupes tels que Rapscalion X, Killaz Group, Super Grupa, K.A.S.T.A., PDG Kartel, G.T.W. et #Bengazi. Donguralesko collabore avec des artistes tels que Tede, Sido, Matheo, Paluch, Miodu, Waldemar Kasta, Kaczor, VNM, Wdowa, Pih, Chada, Rafi, Shellerini, Fokus, Rahim, Grubson, Sitek, Pezet, Michał Urbaniak, Białas, JWP, Pablopavo, Paprodziad, Major SPZ et Bedoes. 
Depuis 2008, il dirige l'entreprise de vêtements El Polako. Entre 2007 et 2009, il dirige aussi le label discographique 5 Element.

## Biographie

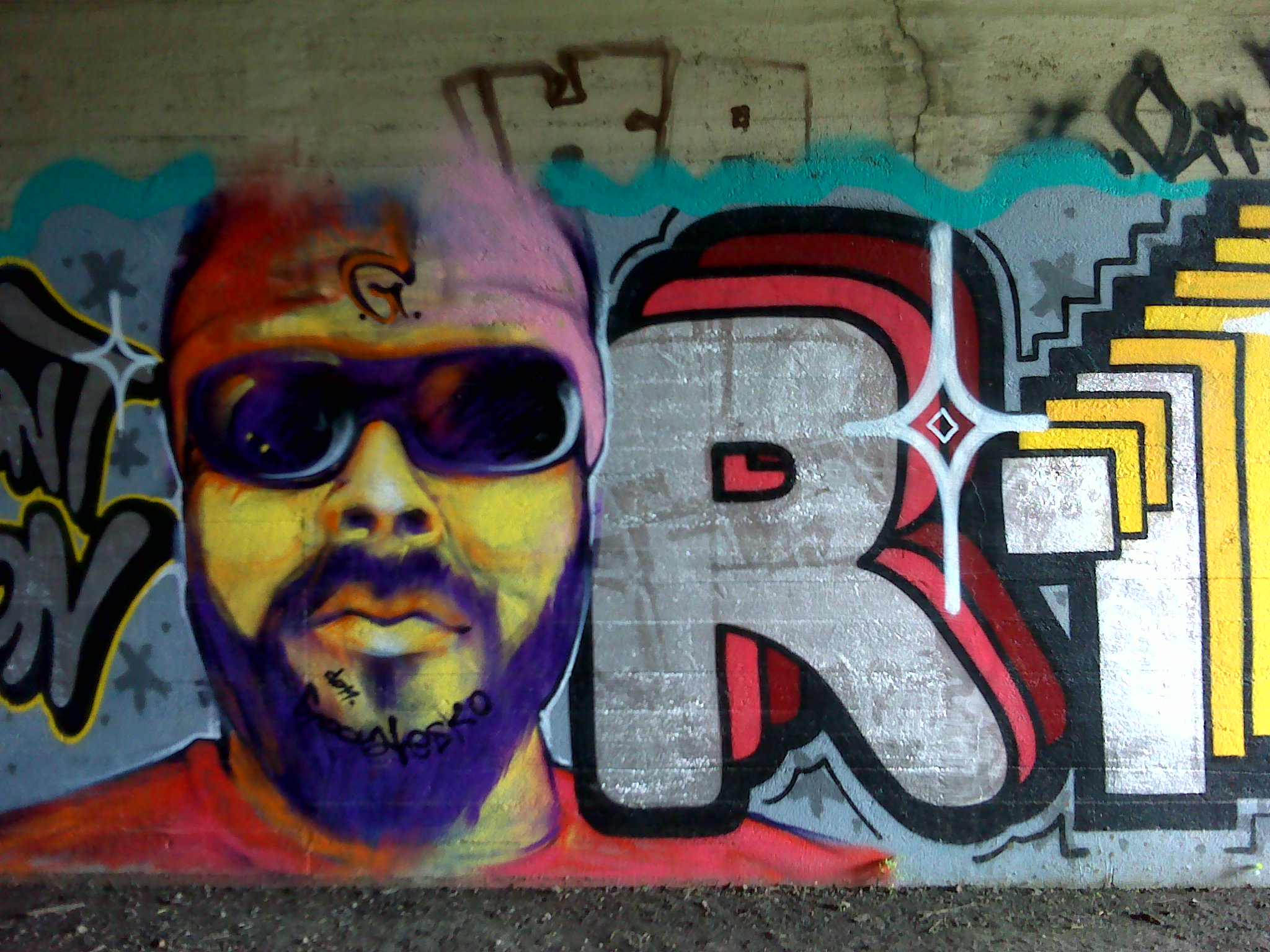
Graffiti représentant Donguralesko, sur un mur de l'autoroute A4, en Pologne.

Fils de l'écrivain Andrzej Górny. Donguralesko commence sa carrière artistique vers 1994 au sein du groupe Rapscalion X,. Le groupe est également composé de Dominik « Kaczor » Kaczmarek, Kuk et Orzech. Peu après, les musiciens ont adopté un nouveau nom, Killaz Group, sans changer la composition du groupe. Au début de leur carrière, les artistes composaient leurs morceaux chez eux. Quatre ans plus tard, le groupe commence à collaborer avec le label Camey Studio, qui publie la compilation Robię swoje. Cet album comprend le morceau Hardkor du Killaz Group. En 1998 également, le groupe sort son premier album intitulé Prawdziwość dla gry.
La sortie de l'album Dziadzior prévue une semaine plus tôt est reportée au 22 mai en raison de la situation causée par la pandémie de Covid-19. Parmi les invités figurent Shellerini, Miły ATZ, Pokahontaz, Paprodziad (Łąki Łan), Pablopavo, Lua Preta, Major SPZ et Bedoes.

## Style musical
Le style musical de Donguralesko est classé dans le courant braggadocio. Dans ses textes, il fait notamment référence au Moyen-Orient et à la question des réfugiés, ce qui témoigne de l'intérêt du rappeur pour la culture, la religion et les relations internationales. De plus, dans ses textes, il fait référence au patriotisme et démontre son attachement à sa ville natale, Poznań.

## Discographie

### Albums studio
- 2002 : Opowieści z betonowego lasu
- 2005 : Drewnianej małpy rock
- 2008 : El Polako (POL : + de 15 000 exemplaires vendus[10])
- 2010 : Totem leśnych ludzi
- 2011 : Zaklinacz deszczu
- 2012 : Projekt jeden z życia moment
- 2014 : Kroniki betonowego lasu
- 2015 : Magnum Ignotum: Preludium (disque d'or[11])
- 2017 : Dom otwartych drzwi (POL : + de 15 000 exemplaires vendus[10])
- 2019 : Latające ryby (POL : + de 15 000 exemplaires vendus[10])
- 2020 : Dziadzior(POL : + de 15 000 exemplaires vendus[10])
- 2021 : Utwory rapowane, których można słuchać
- 2022 : Mowa ciemna
- 2023 : Ucieczka z kina wolność
- 2024 : Miejskie ptaki
- 2025 : Atlas

### Mixtapes
- 2006 : Jointy, konserwy, muzyka bez przerwy (avec DJ Kostek)
- 2007 : Manewry mixtape (avec Matheo)
- 2009: Inwazja porywaczy ciał (avec Matheo)
- 2013 : NasGuralAz (oavec DJ Tuniziano)
- 2019 : Miłość, szmaragd i krokodyl (avec Matheo)
- 2020 : Vrony i Pro-tony (avec Matheo)
- 2021 : Trinity (avec Shellerini i Tailorcut)

## Filmographie
| Année | Titre        | Rôle                        | Réf    |
| ----- | ------------ | --------------------------- | ------ |
| 2006  | Ziomek       | Doublage, série d'animation | [ 12 ] |
| 2018  | Blok. Muzyka | Acteur, documentaire        | [ 13 ] |